# 摸打
摸打（モウダ、モウター）とは、麻雀において、自摸（ツモ）と打牌（だはい）からなる一連の行為のことをいう。麻雀における最も基本的な行為である。
自摸とは、壁牌の所定の位置から牌を1枚取得することであり、打牌とは所有する牌のうち1枚を手放す（捨てる）ことである。

## 自摸
壁牌（山）の所定の位置から牌を1枚取得することを自摸（ツモ）という。これにより取得した牌を自摸牌（ツモハイ）という。また、自摸を動詞化して自摸る（ツモる）ともいう。
基本的に、上家（左側のプレイヤー）が打牌した後に自摸を行う。厳密には、上家の打牌に対して、自分も含めていずれのプレイヤーもチー・ポン・カン・ロンを行なわなかった場合に初めて次の牌をツモることができる。また、上家の打牌が河底牌となる場合にも自摸は行わない。
なお、自摸を行うべき状態において、自摸を拒否あるいは辞退することはできない（いわゆるパスは認められない）。

## 打牌
自摸を行った後、所有する牌のうち1枚を手放す（捨てる）ことを打牌（だはい）という。このとき手放した牌を捨て牌という。打牌することを捨てるまたは切ると表現する。また、打牌の行為そのものを捨て牌と表現することもある。
自摸を行った後は、和了（ツモ和了）または槓（暗槓または加槓。一部のローカルルールや三人麻雀などでは花牌や抜きドラを抜く行為も）を行う場合を除き、必ず打牌を行わなければならない。このため、自摸と打牌はワンセットの行為であり、合わせて摸打と呼ばれる。打牌した直後、その捨て牌は、他のプレイヤーによるチー・ポン・カンおよびロンの対象となる。詳細は副露、槓および和了を参照。
副露した面子や暗槓子に含まれる牌（晒した牌）を打牌することはできない。
自摸の場合以外にも、チー・ポン・カンの後（このカンには大明槓も含むが、カンの場合は嶺上牌を自摸った後）に打牌が必要となる。詳細は副露および槓を参照。

## 摸打に関連のある用語

### 自摸和
自摸によって和了することを自摸和（ツモホー）という。ツモあがり、または略してツモと呼ぶことが多い。詳細は和了#自摸和を参照。

### 門前清自摸和
門前で自摸和した場合、門前清自摸和という役（1翻）が成立する。門前ツモ、または略してツモと呼ぶことが多い。「リーチ一発ツモ」などと言った場合は、この役のことを指す。

### ツモ切りと手出し
自摸した牌をそのまま打牌することをツモ切りという。自摸した牌以外を打牌することを手出しという。ツモ切りか手出しかによって、対戦相手に何らかの情報を与えてしまうこともある。また自摸した牌と同じ牌を手牌から打牌することを空切りという。

### 河

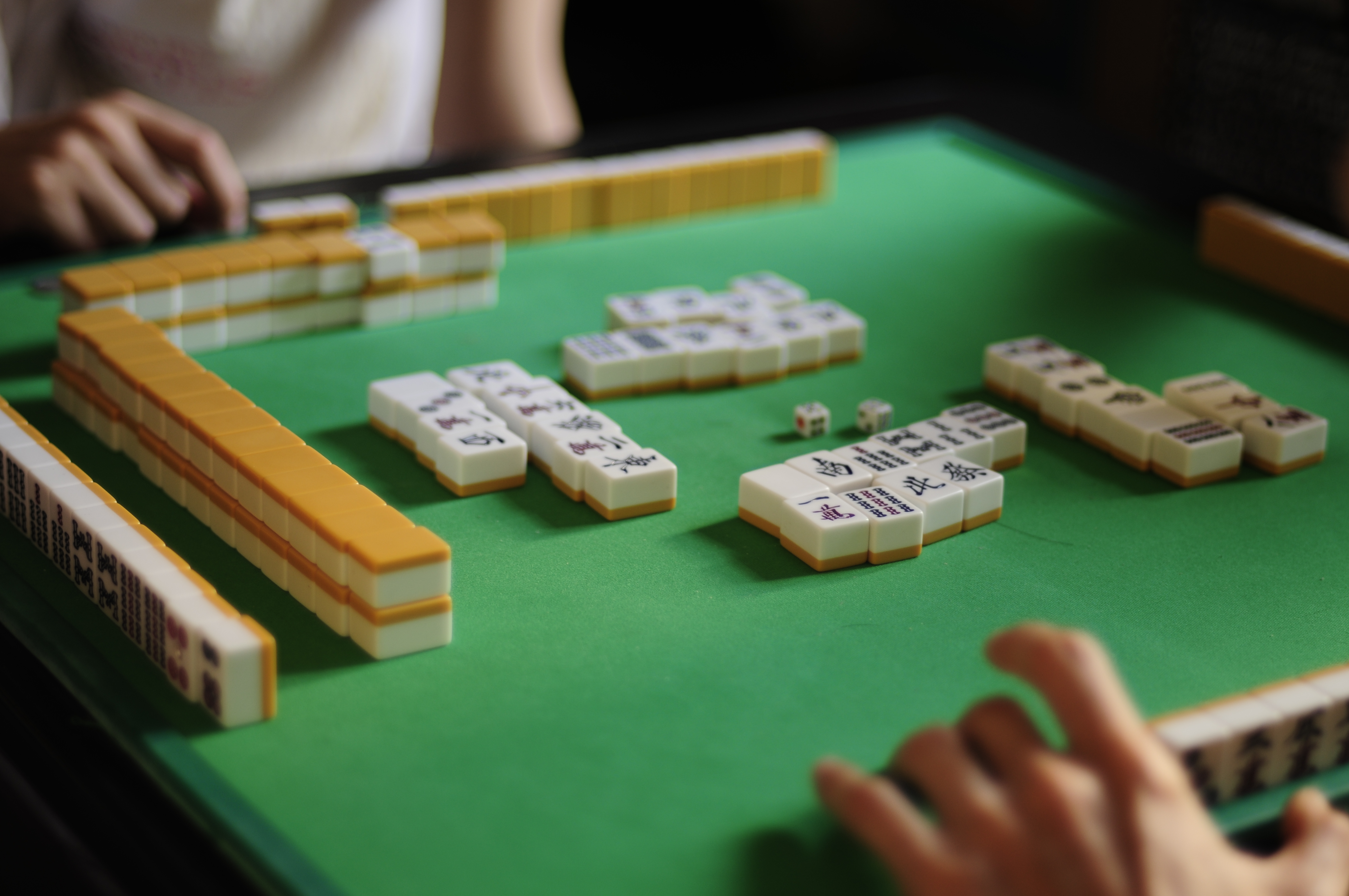
河、壁牌、手牌（中央からの順）

打牌によって手放した牌のことを捨て牌といい、捨て牌を並べる場所のことを河（ホウ）という。各プレイヤーの正面、手牌の奥（卓の中央寄り）が河にあたる（但し、九州地方では手牌と牌山の間を河とする）。
各プレイヤーは、捨て牌を表向きにして河に置いていく。捨てた順番がわかるように、左から右へ整然と並べていく。なお、六枚切り（6枚の捨て牌を1列とすること）と呼ばれる形式が一般的である（ブー麻雀では、一列に並べる形式を取る。また、中国麻将では捨て牌を整理する必要のないことから、無作為な並びで捨てる）。
他のプレイヤーの捨て牌やその順番などから、手牌の状態などを推測することを手牌読みあるいは捨て牌読みなどという。詳細は麻雀の戦術を参照。
なお、配牌から荒牌にいたるまで么九牌のみを捨て続け、それらの捨て牌が一度もチー・ポン・カンされなかった場合、流し満貫が成立する。

### ツモ番
各プレイヤーが摸打を行う順番のことをツモ番あるいはツモ順という。
通常は反時計まわりの順番に自摸を行う。チー・ポン・カン（副露）が行われた場合は次のツモ番が変化するが、いずれにしても最後に打牌したプレイヤーから見て右側のプレイヤー（下家）が次の自摸を行う。

### 一巡
各プレイヤーがそれぞれ1回ずつ摸打することを一巡という。
通常は4回の摸打が一巡となるが、チー・ポン・カン（副露）が行われた場合はこの限りではない。

### 合わせ打ち
直前に上家（左側のプレイヤー）が捨てた牌と同じ牌を打牌することを合わせ打ちという。ルール上、この牌について他のプレイヤーがロンを宣言しても必ずチョンボとなるため、他のプレイヤーに振り込む（捨て牌であがられる）可能性が全く無い。オリ・ベタオリの手法のひとつとして用いられる。

### 先自摸
上家（左側のプレイヤー）が打牌する前に自摸を行ってしまうことを先自摸（さきづも）という。上家の打牌に対してポン・カンが行われた場合、摸打の順番が変わるため、他のプレイヤーの自摸する牌を見てしまうおそれがある。よって、先自摸はルール違反である。ただし、仲間内でプレイする場合や、完全先付けルールで打つ場合には、ある程度まで許容されることもある。フリテンリーチやリーチ後のあがり選択を認めないルールでは、リーチ後に限り認めることもある。ただしこの場合は、たとえ高目ツモが内定していたとしても、当たり牌が出たらそれであがらなければならない。